# Pimpinella pimpinelloides
Pimpinella pimpinelloides är en flockblommig växtart som först beskrevs av Ferdinand von Hochstetter, och fick sitt nu gällande namn av H.Wolff. Pimpinella pimpinelloides ingår i släktet bockrötter, och familjen flockblommiga växter. Inga underarter finns listade i Catalogue of Life.